# 竹山護夫
竹山 護夫（たけやま もりお、1943年2月24日 - 1987年11月30日）は、日本近代政治思想の研究者。

## 略歴
- 竹山道雄の長男として東京に生まれる。父方曽祖父に岡田良一郎。1987年逝去。生前著作はなかったが、義兄の平川祐弘などにより近年著作集が刊行され再発見されつつある。

### 学歴
- 1965年 京都大学文学部史学科卒業、東京大学大学院人文科学研究科修士課程進学
- 1967年 東京大学大学院人文科学研究科修士課程修了
- 1970年 同博士課程中退

### 職歴
- 1970年 山梨大学教育学部専任講師
- 1975年 同助教授
- 1987年 同教授

## 著書
- 北一輝の研究（竹山護夫著作集 1巻）、名著刊行会〈歴史学叢書〉 2005
- 大正期の政治思想と大杉栄（同 2巻） 2006
- 戦時内閣と軍部（同 3巻） 2007
- 昭和陸軍の将校運動と政治抗争（同 4巻） 2008
- 近代日本の文化とファシズム（同 5巻） 2009
- 古代中国から近代西洋へ（同 補巻） 2009。表題は平川祐弘と共著

## 翻訳
- 幸徳秋水 日本の急進主義者の肖像 F.G.ノートヘルファー 福村出版 1980